# Adolpho Ducke
Adolpho Ducke, född den 19 oktober 1876 i Trieste, död den 5 januari 1959 i Fortaleza, var en brasiliansk botaniker, entomolog och etnograf specialiserad på Amazonas regnskog.
Ducke rekryterades av Emílio Goeldi och började arbeta i Amazonas regnskog som etnograf för Museu Paraense Emílio Goeldi, men på grund av påverkan från botanikerna Jacques Hüber och Paul Le Cointe övergick han till botaniken. Han reste genom Amazonas för att studera regnskogens tre komplicerade system. Ducke publicerade 180 artiklar och monografer, han beskrev 900 arter och 50 nya släkten. Under 1900-talets första hälft blev han en av de mest respekterade auktoriteterna inom Amazonas flora. 1954 ledde hans oro för framtiden för Amazonas skogar till ett förslag om att bilda ett naturreservat, han hann dock avlida innan hans dröm uppfylldes 1963 då Reserva Florestal Adolpho Ducke bildades och namngavs efter honom.
Auktorsnamnet Ducke kan användas för Adolpho Ducke i samband med ett vetenskapligt namn inom botaniken; se Wikipediaartiklar som länkar till auktorsnamnet.